# Унион-де-Тула (муниципалитет)
Унион-де-Тула (исп. Unión de Tula) — муниципалитет в Мексике, в штате Халиско, с административным центром в одноимённом посёлке. Численность населения, по данным переписи 2020 года, составила 13 799 человек.

## Общие сведения
Название муниципалитета составное: Unión (с исп. — «союз») дано в знак поддержки гарантий плана Игуалы, а Tula или TVLA — первые буквы фамилий основателей административного центра: Топете, Вильясеньор, Ласкано и Арриола.
Площадь муниципалитета равна 443 км², что составляет 0,6 % от общей площади штата, а наиболее высоко расположенное поселение Сан-Гаспар находится на высоте 1580 метров.
Унион-де-Тула граничит с другими муниципалитетами штата Халиско: на северо-востоке с Тенамастланом, на востоке с Эхутлой, на юге с Эль-Грульо и Аутлан-де-Наварро, и на северо-западе с Аютлой.

## Учреждение и состав
Муниципалитет был образован 21 сентября 1832 года, по данным 2020 года в его состав входит 38 населённых пунктов, самые крупные из которых:
| Код INEGI                  | Населённый пункт                                                                             | Численность населения (2005 год) | Численность населения (2010 год) | Численность населения (2020 год) |
| -------------------------- | -------------------------------------------------------------------------------------------- | -------------------------------- | -------------------------------- | -------------------------------- |
| 110                        | Всего                                                                                        | 13133                            | 13737                            | 13799                            |
| 0001                       | Унион-де-Тула (исп. Unión de Tula) 19°57′16″ с. ш. 104°15′52″ з. д. (административный центр) | 8589                             | 9035                             | 9529                             |
| 0040                       | Сан-Клементе (исп. San Clemente) 20°05′07″ с. ш. 104°15′02″ з. д.                            | 1078                             | 1182                             | 1005                             |
| 0050                       | Такотан (исп. Tacotán (La Alpatahua)) 20°01′56″ с. ш. 104°17′55″ з. д.                       | 498                              | 464                              | 447                              |
| 0086                       | Тригомиль (исп. Colonia Trigomil) 19°56′33″ с. ш. 104°14′57″ з. д.                           | 364                              | 415                              | 431                              |
| 0034                       | Ла-Пиньуэла (исп. La Piñuela) 20°00′47″ с. ш. 104°16′53″ з. д.                               | 406                              | 409                              | 334                              |
| 0021                       | Истлауакан-де-Сантьяго (исп. Ixtlahuacán de Santiago) 19°59′54″ с. ш. 104°11′03″ з. д.       | 330                              | 343                              | 296                              |
| —                          | Прочие                                                                                       | 1868                             | 1889                             | 1757                             |
| Названия на карте Генштаба |                                                                                              |                                  |                                  |                                  |

## Экономическая деятельность
По статистическим данным 2000 года, работоспособное население занято по секторам экономики в следующих пропорциях:
- сельское хозяйство, животноводство и рыбная ловля — 29,4 %;
- промышленность и строительство — 20,8 %;
- торговля, сферы услуг и туризма — 48,2 %;
- безработные — 1,6 %.

## Инфраструктура
По статистическим данным 2020 года, инфраструктура развита следующим образом:
- электрификация: 99,7 %;
- водоснабжение: 94,5 %;
- водоотведение: 99,3 %.